# Titanic (film fra 1997)
 "Titanic (film)" omdirigeres hertil. For andre film ved navn "Titanic", se Titanic.
Titanic er en amerikansk film fra 1997, der hovedsageligt foregår om bord på skibet Titanic under dets jomfrurejse i 1912. Filmen er instrueret af James Cameron og har Leonardo DiCaprio og Kate Winslet i de to hovedroller.
Titanic blev en af filmhistoriens største succeser. Den indspillede ikke mindre end 2,186 milliarder dollar på verdensplan og tangerede rekorden for flest Oscars med 11 statuetter, som den delte med Ben-Hur (1959) og senere Ringenes Herre: Kongen Vender Tilbage (2003).

## Handling
Filmen starter i 1996, hvor et hold dykkere er på skattejagt efter Titanics vrag for at finde en værdifuld diamant, Havets Hjerte. De finder skibet, og med en fjernstyret ubåd fragter de et pengeskab op på deres båd, desværre indeholder skabet kun diverse papirer, deriblandt en tegning med et nøgenportræt af en smuk ung kvinde, der bærer den diamant, de leder efter, i en halskæde. Da dette billede vises på CNN, ser en ældre dame ved navn Rose Calvert (Gloria Stuart) det, og hun bliver fulgt af sit barnebarn ud på skibet, hvor hun fortæller historien om sin tur med Titanic og om sin korte romance med den 20-årige tredjeklassespassager Jack Dawson (Leonardo DiCaprio).
Hendes historie begynder, da hun er 17 år og er på vej til at rejse fra Southampton for at rejse til New York på Titanic. Hun er en del af overklassen og rejser sammen med sin forlovede og sin mor. Samtidig vinder fyren Jack Dawson billetter til at rejse med Titanic på tredje klasse med sin gode ven Fabrizio i et spil poker.
Den unge overklassepige Rose Dewitt Bukater (Kate Winslet) er på vej ud i et tvangsægteskab med den velhavende Caledon Hockley (Billy Zane), da hendes døde far ikke efterlod hende og hendes mor, Ruth Dewitt Bukater (Frances Fisher), andet end deres gode navn og en hel masse gæld. Den første aften om bord på Titanic prøver Rose at begå selvmord ved at springe ud fra skibet. Den gode Jack forhindrer dog Rose i hendes dramatiske planer. Derfor inviterer hendes forlovede, Cal, ham med til middag i første klasses salon som tak. Det går selvfølgeligt hverken værre eller bedre, end at de to forelsker sig på trods af Roses forlovelse og det faktum, at de kommer fra forskellige samfundslag. Og det føromtalte billede skildrer så Rose og er tegnet af Jack den 14. april 1912, altså den dag Titanic stødte på et isbjerg. Skibet sank i Atlanterhavet den 15. april 1912.
I mellemtiden kommer skibet ind i farlige vande og rammer da også et isbjerg. Det får i sidste ende skibet til at synke. Inden da har Roses forlovede dog fundet ud af, at den diamant Rose bar, da Jack skitserede hende i den overdådige førsteklasseskahyt, der oprindeligt blev beboet af J. Bruce Ismay på Titanics jomfrurejse, er forsvundet, og han beskylder Jack for at havde stjålet den, men det viser sig at Cal havde bedt sin evig tro tjener, Lovejoy, putte den ned i Jacks lomme, i den jakke han havde hugget på dækket tidligere den dag, så det ville se ud, som om Jack havde stjålet halskæden. Derfor får han ham låst inde under dækket, hvilket er ret upraktisk, når vandet begynder at strømme ind. Det lykkedes dog for Rose at redde ham. Pga. dette når de dog ikke at komme med i redningsbådene og må vente på skibet, til det går ned. Efter at de er kommet i vandet, finder de et bræt at lægge sig op på. Det kan dog kun holde til en af dem og Jack bliver i vandet, hvor han dør af kulde. Men inden har Jack fået Rose til at love, at hun ikke skal dø i dette iskolde vand men som en gammel kvinde liggende i en varm seng. Efter at Rose kommer til New York med skibet Carpathia, opdager hun, at diamanten er i hendes jakkelomme.
Tilbage i 1996 finder Rose diamanten frem igen og smider den i vandet, uden at nogen ser det. Mindet om Jack, og hvad han betød for hende, er nemlig vigtigere end alverdens rigdomme.
Da den ældre Rose ligger på sit dødsleje, panorerer kameraet hen over billeder, som Rose har stående på sit natbord. Dette viser blandt andet Rose i en flyver og Rose, der sidder i 'mandestilling' på en hest. Altså med benene på hver sin side frem for i damestilling med benene samlet på den ene side. I sit møde med Jack er dette ting, de har snakket om, og det ses nu, at hun igennem hele livet huskede på Jack og fik prøvet de ting, de talte om i deres korte bekendtskab. Med andre ord var Jack årsagen til at hun turde leve livet for alvor.
Man ser til slut i en slags drømmesekvens den unge Rose, der går hen til Jack, som står og venter på den store trappe på Titanic, næsten som skulle de giftes, Rose bærer en hvid kjole, der næsten er identisk med den, hun bar ved middagsselskabet, Rose endte med at stikke af fra sit overklasseliv og fik i stedet et liv som skuespiller. I livet fik Rose og Jack mindre end en uge sammen, men i døden har de fået hinanden for evigt.

## Medvirkende
| Skuespiller         | Rolle                        |
| ------------------- | ---------------------------- |
| Kate Winslet        | Rose DeWitt Bukater (ung)    |
| Leonardo DiCaprio   | Jack Dawson                  |
| Billy Zane          | Caledon Hockley              |
| Frances Fisher      | Ruth DeWitt Bukater          |
| Gloria Stuart       | Rose DeWitt Bukater (gammel) |
| Bill Paxton         | Brock Lovett                 |
| Danny Nucci         | Fabrizio                     |
| Suzy Amis           | Lizzy Calvert                |
| David Warner        | Spicer Lovejoy               |
| Jason Barry         | Tommy Ryan                   |
| Martin Jarvis       | Cosmo Duff Gordon            |
| Rosalind Ayres      | Lucille Duff Gordon          |
| Victor Garber       | Thomas Andrews, Jr.          |
| Bernard Hill        | Edward John Smith            |
| Jonathan Hyde       | Joseph Bruce Ismay           |
| Bernard Fox         | Archibald Gracie             |
| Ewan Stewart        | William McMaster Murdoch     |
| Jonathan Phillips   | Charles Lightoller           |
| Ioan Gruffudd       | Harold Lowe                  |
| Michael Ensign      | Benjamin Guggenheim          |
| James Lancaster     | Thomas Byles                 |
| Rochelle Rose       | Noël Leslie                  |
| Anatoly Sagalevitch | Dr. Anatoly Milkailavich     |
| Lewis Abernathy     | Lewis Bodine                 |
| Elsa Raven          | Ida Straus                   |
| Lew Palter          | Isidor Straus                |

## Produktion
Titanic var allerede på forberedelsesplanet sat til at blive en meget dyr film. Det lykkedes dog hverken for instruktør James Cameron at blive færdig til tiden eller at holde sig inden for budgettet. Egentlig var det meningen at filmen skulle have været udgivet i sommeren 1997, men den blev først udgivet midt i december 1997. Samtidigt blev omkostningerne ved med at stige, og produktionsomkostningerne nåede op på 200 millioner dollar, og den er stadig en af de dyreste film, der nogensinde er blevet produceret. Faktisk blev James Cameron nødt til at opgive at få sit honorar for at få lov til at færdiggøre filmen.
Filmselskabet var på derfor bange for, at det skulle tabe en masse penge. Da det så viste sig, at filmen færdigklippet var mere end tre timer lang, var det lige ved at blive for meget. Det lykkedes dog for James Cameron at få gennemtrumfet, at sådan skulle filmen altså være. Man valgte dog at spare på markedsføringsbudgettet, og derfor var filmen egentlig ikke det store hit fra starten. Men til gengæld blev den ved med at trække besøgende i biografen og er derfor den film, der har ligget øverst i længst tid, 15 uger, på den amerikanske "Boxoffice"-liste.
På grund af filmens succes vandt den en masse priser ved diverse prisuddelinger. Den satte ny rekord for flest Oscarnomineringer, deriblandt "Bedste Film" og "Bedste Instruktør", med 14 stk. Det lykkedes dog "kun" at tangere rekorden for flest vundne statuetter med Ben-Hur. De vandt begge 11 stk.

## Soundtrack
Oprindeligt ville James Cameron have Enya til at lave soundtracket til filmen, men hun sagde nej tak. Derfor gik jobbet til James Horner, som Cameron ellers havde været uvenner med siden de arbejdede sammen på Aliens. Soundtracket til Braveheart havde dog overbevist Cameron om at Horner var den rigtige mand til jobbet, og han prøvede så at få musikken til at blive Enya-agtig.
James Cameron ville heller ikke havde haft nogen egentlige titelsang i filmen. Horner var dog uenig og skrev en alligevel og optog den med Celine Dion og Sissel Kyrkjebø. Da Cameron hørte sangen, ændrede han dog mening, og sangen, My Heart Will Go On, blev et kæmpe hit.
Det amerikanske band Gaelic Storm der spiller irsk-keltisk musik blev brugt i filmen som band til en fest på tredje klasse.